# Hotel La Perla

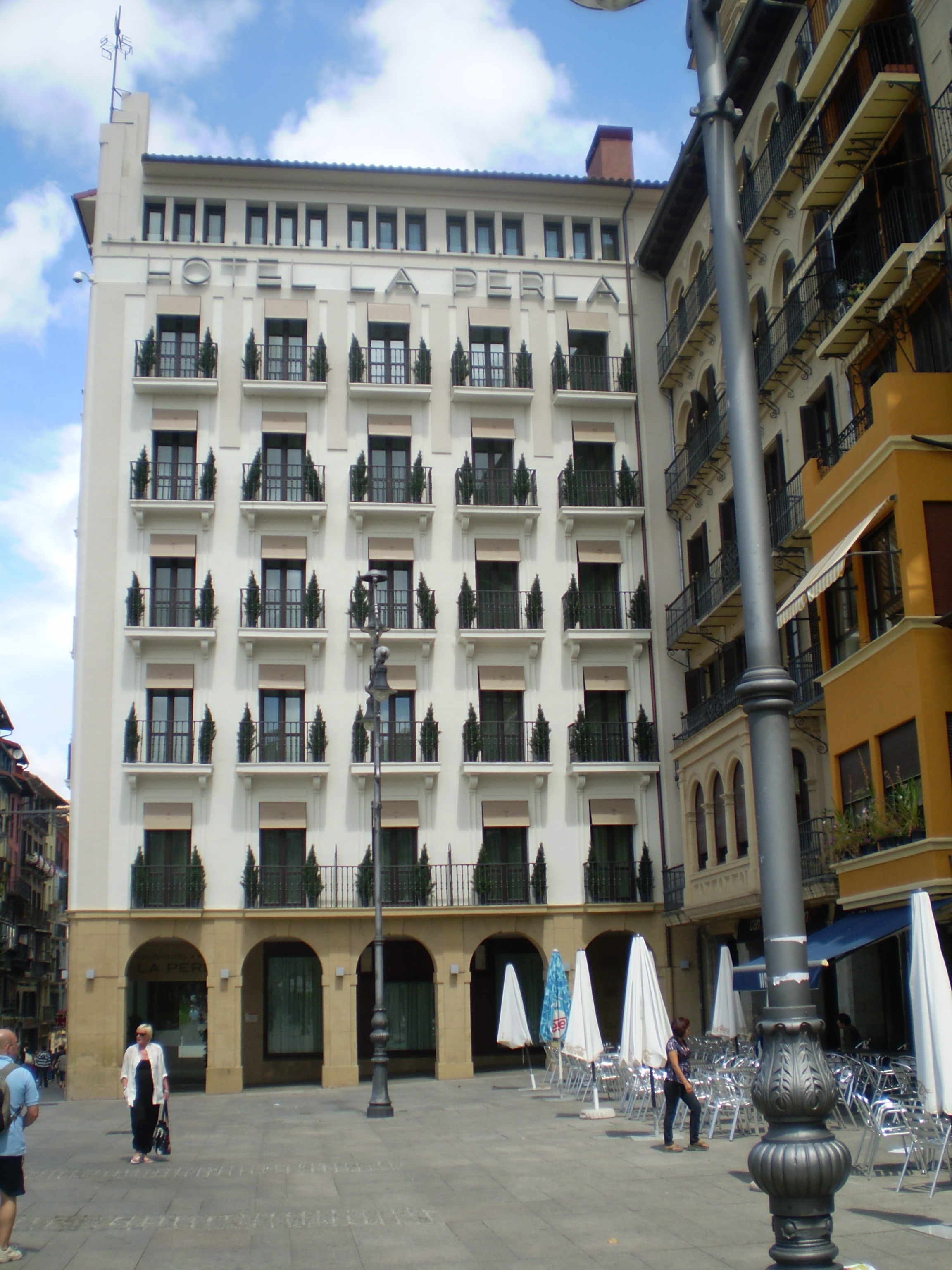
Fachada del Hotel La Perla

El Hotel La Perla es uno de los hoteles más famosos de Pamplona (Navarra) España. Después de muchos años de decadencia, fue completamente renovado en 2007, convirtiéndose en uno de los más lujosos de la ciudad.
El hotel se sitúa en la Plaza del Castillo, esquina con la calle Chapitela, en el corazón del Casco Antiguo de Pamplona y uno de sus laterales da a la calle Estafeta, una de las vías recorridas por el encierro celebrado en las fiestas de San Fermín. Esta estratégica localización es una de las razones de su popularidad.
Es el segundo hotel más antiguo todavía en funcionamiento en España, ya que fue abierto en 1881. A lo largo de su historia ha tenido algunos huéspedes célebres, como Orson Welles, Charles Chaplin o Pablo Sarasate. La historia, muy divulgada, de que fue también el hotel preferido de Ernest Hemingway en sus visitas a Pamplona, parece ser una leyenda o una confusión.

## Historia
El hotel fue fundado en 1881 con el nombre de Fonda La Perla por el matrimonio Miguel Erro y Teresa Graz, ambos ligados a la actividad hotelera y de restauración -él era cocinero, ella procedía de una familia de Burguete que regía  una fonda-. Inicialmente en el número 2 de la plaza, unos meses después se trasladó al número 1. El establecimiento fue reconocido como hotel en 1888.
Desde sus primeros años fue popular por la calidad de la comida, a lo que contribuyó la facilidad que tenía la familia de la propietaria para obtener productos franceses a través de la cercanía de Burguete con la frontera y con San Juan Pie de Puerto. Su restaurante abastecía al Teatro Gayarre y al balneario de Betelu, frecuentado por la aristocracia. También era noticia frecuente en la prensa el hotel por la presentación en sus locales de la última moda llegada de París.
Durante la epidemia de cólera que asoló Pamplona en el verano de 1885 La Perla fue el único establecimiento que se atrevió a continuar abierto y a abastecer de comida al lazareto (hospital de enfermedades infecciosas). El fundador, Miguel Erro, falleció víctima del cólera pocos días después de haber partido para Betelu, como solía hacer en la época estival. Su muerte hizo que el rey Alfonso XII suspendiese su viaje a Betelu donde todos los veranos solía pasar algunos días. Sin embargo, el rey también moriría menos de dos meses después. 
El negocio prosiguió bajo la dirección de la viuda, Teresa Graz, con el apoyo de su cuñada Micaela Erro, en una época en que todavía no existía el concepto de mujer empresaria.

### El mito de Hemingway
Según muchas guías turísticas, el escritor norteamericano Ernest Hemingway habría sido un huésped fiel del Hotel La Perla y este aparecería en la novela “The Sun Also Rises” o Fiesta, de 1926, como "Hotel Montoya". La supuesta habitación favorita del escritor, el antiguo n.º 217 y actual 201, se conserva igual que en la época en que sería utilizada por él.
Esta historia parece no tener consistencia y se desmiente por escritos del propio Hemingway y de otras personas que le acompañaron en sus viajes a Pamplona. Hay constancia de los lugares donde realmente se hospedó en sus nueve visitas a los sanfermines; una pensión en la calle Eslava 5 en el año 1923, el hotel Quintana (de su amigo Juanito Quintana) entre los años 1924 y 1931, el hotel Ayestarán de Lecumberri (Navarra) en 1953, una vivienda en la calle San Fermín 7 en su última visita en el año 1959.